# Zlatko Burić
 Der er for få eller ingen kildehenvisninger i denne artikel, hvilket er et problem. Du kan hjælpe ved at angive troværdige kilder til de påstande, som fremføres i artiklen.

Zlatko Burić (født 13. maj 1953 i Osijek, Jugoslavien) er en dansk-kroatisk skuespiller.
Burić er uddannet skuespiller fra Dramski Studio i Kroatien i årene 1968-1973 og har desuden en universitetsuddannelse i sociologi og psykologi. I 1975 var han medstifter af den banebrydende performance- og totalteatergruppe "Kugla Glumiste", der opnåede bred anerkendelse i Østeuropa. Han flyttede i 1981 til Danmark med sin danske kone. Parret fik her tre børn, mens han tjente til livets ophold som opvasker, samtidig med at han lavede diverse teaterforestillinger. Hans danske gennembrud kom i filmen Pusher fra 1996, der gav ham Bodilprisen for bedste mandlige birolle året efter. Han slog yderligere sit navn fast som chaufføren Meho i TV-serien "Taxa" og er også kendt for sin medvirken i reklamefilm for KiMs og Tuborg. Han har haft flere markante roller på teater herunder på Betty Nansen Teatret, hvor han bl.a. spillede rollen som Ismail i "Paradis", i Tapperihallerne under opsætningen af ”Det er bare mænd” og i Det Kongelige Teaters forestilling "Flugt".  
Buric har desuden instrueret, skrevet og spillet i flere prisvindende teateropsætninger i bl.a. Kroatien, ligesom han optræder med sin egen performance- og musikgruppe: TIG (Telepatisk International Gruppe). En forestilling med populær musik og elementer fra teater og performance.
Zlatko Burić sætter dansk identitet til debat og har gennem hele sit virke, der består af en række udøvende praksisser både i Danmark og udlandet, beskæftiget sig med menneskets nuancer og verdens forskellige rum. 

## Udvalgte film
- Pusher-Trilogien, Nicolas Winding Refn
- Dirty Pretty Things – nomineret for Best Original Screenplay i England, samt vinder af British Independent Film Award for Best Independent British Film i 2003
- I 2009 var han med i Roland Emmerichs katastrofefilm 2012
- The Reaper af Zvonimir Juric – tildelt en række priser herunder bedste film ved Trieste Film Festival 2015
- Min søsters børn og guldgraverne, 2015
- Iqbal & superchippen, 2016
- I Familiens Skød af Hana Jusic – vinder af FEDEORAs pris for bedste europæiske film ved Venedig Film Festivalen 2016
- Max Minghellas Teen Spirit med Elle Fanning, 2018
- Silence – TV Serie 21-22
- Triangle of Sadness, Ruben Östlund, vinder af De Gyldne Palmer 2022
- Copenhagen Cowboy, Netflix-serie af Nicolas Winding Refn, 2023
- København findes ikke, Martin Skovbjerg 2023

Burić blev i 2022 kåret som bedste europæiske skuespiller ved European Film Awards for sin rolle i Triangle of Sadness.

## Filmografi
| - Pusher (1996) – Milo - Baby Doom (1998) – Lazlo - Nattens engel (1998) – Taxac – Chauffør - Bleeder (1999) – Kitjo - En kort en lang (2001) – Taxachauffør - One Hell of a Christmas (2002) – Ibrahim - Dirty Pretty Things (2002) – Ivan - Anja efter Viktor (2003) – Tatoo Mogens - Pusher 2 (2004) – Milo - Bag det stille ydre (2005) – Drago - Pusher 3 (2005) – Milo - Löftet (2008) – Goran - Himmerland (2008) – Ivan - 2012 (2009) – Yuri Karpov - Madagascar 3 (2012) - Vitaly (stemme) - Alle for tre (2017) - Superman (2025) | - Triangle of Sadness (2022) - TAXA (1997-1999) – Meho Selimoviz - Karrusel, afsnit 1 (1998) – Kunde-stemme (stemme) - Sjätte dagen, afsnit 32 (2001) – Natportieren - Omars jul (2005) – Polsk nisse - Johanne i Troldeskoven (2006) – Trold - Live fra Bremen (2009) – Ham selv - DR2 Premiere (2010) – Gæstevært - 1864 (tv-serie) (2014) – Ignazio - Snatch 2018 – Beni Ladrani |